# Megaira
Megaira (ve starověké řečtině Μέγαιρα Mégaira = žárlivá, latinsky Megaera) je postava řecké mytologie, jedna ze tří Erínyí (v latině Furie, v češtině též Lítice), bohyň pomsty a kletby. Megaiřinou specializací je závist.
Další dvě Erínye jsou Alléktó a Tísifoné.
V moderní češtině megera označuje žárlivou, vzteklou, zlomyslnou, zlou, případně ohyzdnou ženu. Podobně ve francouzštině (mégère), portugalštině (megera), novořečtině (μέγαιρα), italštině (megera), polštině (megiera), ruštině (мегера) nebo ukrajinštině (меґера).
Na její počest byla pojmenována planetka 464 Megaira.